# نیهارت (مونتانا)
نیهارت (به انگلیسی: Neihart) شهری در ایالت مونتانا کشور ایالات متحده آمریکا است که جمعیت آن در سرشماری سال ۲۰۱۰ میلادی، ۵۱ نفر بوده‌است.